# 6 Witebsko-Nowogródzka Gwardyjska Dywizja Zmechanizowana
6 Gwardyjska Witebsko-Nowogródzka Dywizja Zmechanizowana dwukrotnie odznaczona Orderem Czerwonego Sztandaru (ros. 6-я гвардейская мотострелковая Витебско – Новгородская дважды Краснознаменная дивизия – JW nr 08774) – związek taktyczny Sił Zbrojnych ZSRR, w latach 1957-1992 stacjonujący na terytorium Polski, w składzie Północnej Grupy Wojsk.
Sztab dywizji mieścił się w m. Borne Sulinowo, jednostki dywizji także w m. Szczecinek, Białogard, Sypniewo i w Szczecinie.

## Historia
Po roku 1945 na terytorium Polski dyslokowana została 90 Gwardyjska Witebsko-Nowogródzka Dywizja Strzelecka, którą przeformowano w 26 Gwardyjską Dywizję Zmechanizowaną, następnie w 1957 roku w 38 Gwardyjską Dywizję Pancerną, którą ostatecznie w 1965 roku przemianowano na 90 Gwardyjską Dywizję Pancerną (z zachowaniem nazwy wyróżniającej i orderów). Dywizja ta w okresie od marca do września 1968 roku brała udział w operacji „Dunaj”, za co została wyróżniona pochwałą przez Ministra Obrony ZSRR.
W 1985 roku, zgodnie z Dyrektywą Sztabu Generalnego Sił Zbrojnych ZSRR nr 314/3/0224, zamieniono numery 90 Gwardyjskiej Dywizji Pancernej i 6 Gwardyjskiej Lwowskiej Dywizji Zmechanizowanej (stacjonującej w NRD). W związku z tym 90 DPanc. przeformowano w 6 Gwardyjską Witebsko-Nowogródzką Dywizję Zmechanizowaną. Zmianie numeru i rodzaju uległy też jednostki dywizji – dotychczasowy 6 gwardyjski pułk czołgów stał się 16 gwardyjskim pułkiem zmechanizowanym, a 215 gwardyjski pułk czołgów stał się 82 gwardyjskim pułkiem zmechanizowanym.
W 1992 roku Dywizję wyprowadzono z Polski i przemieszczono do Tweru, z jednoczesnym przeformowaniem w 166 Gwardyjską Samodzielną Witebsko-Nowogródzką Brygadę Zmechanizowaną. Od stycznia do lipca 1996 roku Brygada brała udział w działaniach wojennych w Czeczenii. W roku 1997 brygadę przeformowano w 70 Bazę Przechowywania Uzbrojenia i Sprzętu, a w roku 2000 rozwiązano.
Obecnie tradycje Dywizji dziedziczy utworzona 1 grudnia 2016 roku 90 Gwardyjska Witebsko-Nowogródzka Dywizja Pancerna, z miejscem dyslokacji w m. Czebarkul.

## Struktura organizacyjna dywizji
W latach 1985 – 1992.
- dowództwo i sztab dywizji (JW 08774) – Borne Sulinowo
- 16 gwardyjski pułk zmechanizowany (JW 68434) – Borne Sulinowo
- 82 gwardyjski pułk zmechanizowany (JW 12702) – Kłomino
- 252 gwardyjski stalingradzko-korsuński pułk zmechanizowany (JW 15332) – Borne Sulinowo
- 80 pułk czołgów (JW 73858) – Borne Sulinowo
- 193 pułk artylerii (JW 66485) – Białogard
- 1082 pułk artylerii przeciwlotniczej (JW 81409) – Szczecinek
- 90 samodzielny batalion czołgów (JW 64029) – Borne Sulinowo
- 54 batalion łączności (JW 36548) – Borne Sulinowo
- 465 dywizjon artylerii przeciwpancernej (JW 06192) – Białogard
- 669 dywizjon rakiet taktycznych (JW 83736) – Białogard
- 101 batalion saperów (JW 15258) – Szczecin
- 126 batalion rozpoznawczy (JW 74256) – Białogard
- 71 batalion remontowy (JW 88873) – Borne Sulinowo
- 183 batalion zaopatrzenia (JW 12704) – Borne Sulinowo
- 87 batalion medyczny (JW 41092) – Borne Sulinowo

W roku 1990 dywizja miała na wyposażeniu:
- 258 czołgów (T-80)
- 179 BWP i BWR (26 BMP-2, 129 BMP-1, 14 BRM-1K)
- 316 transporterów opancerzonych (34 BTR-70, 282 BTR-60)
- 90 armatohaubic samobieżnych (36 2S1 Goździk, 54 2S3 Akacja)
- 36 haubic D-30
- 54 moździerze 2B11 Sani
- 18 wyrzutni rakietowych BM-21

## Dowódcy dywizji
- gen. mjr Władimir W. Bułhakow (1990 – 1995)